# Jackson (Nowy Jork)
Jackson – miasto w Stanach Zjednoczonych, w stanie Nowy Jork, w hrabstwie Washington.